# 郝富霞
郝富霞（1960年—），吉林柳河人，汉族，中华人民共和国政治人物、第十一届全国人民代表大会吉林地区代表。
毕业于中央农业广播电视学校企业管理专业，是中共党员。是吉林省梅河口市中和镇东夏村农民，后创建吉林省富霞农业种子有限公司，任董事长。2008年起担任全国人大代表。